# الاحتجاجات على قانوني سوبا وبيبا

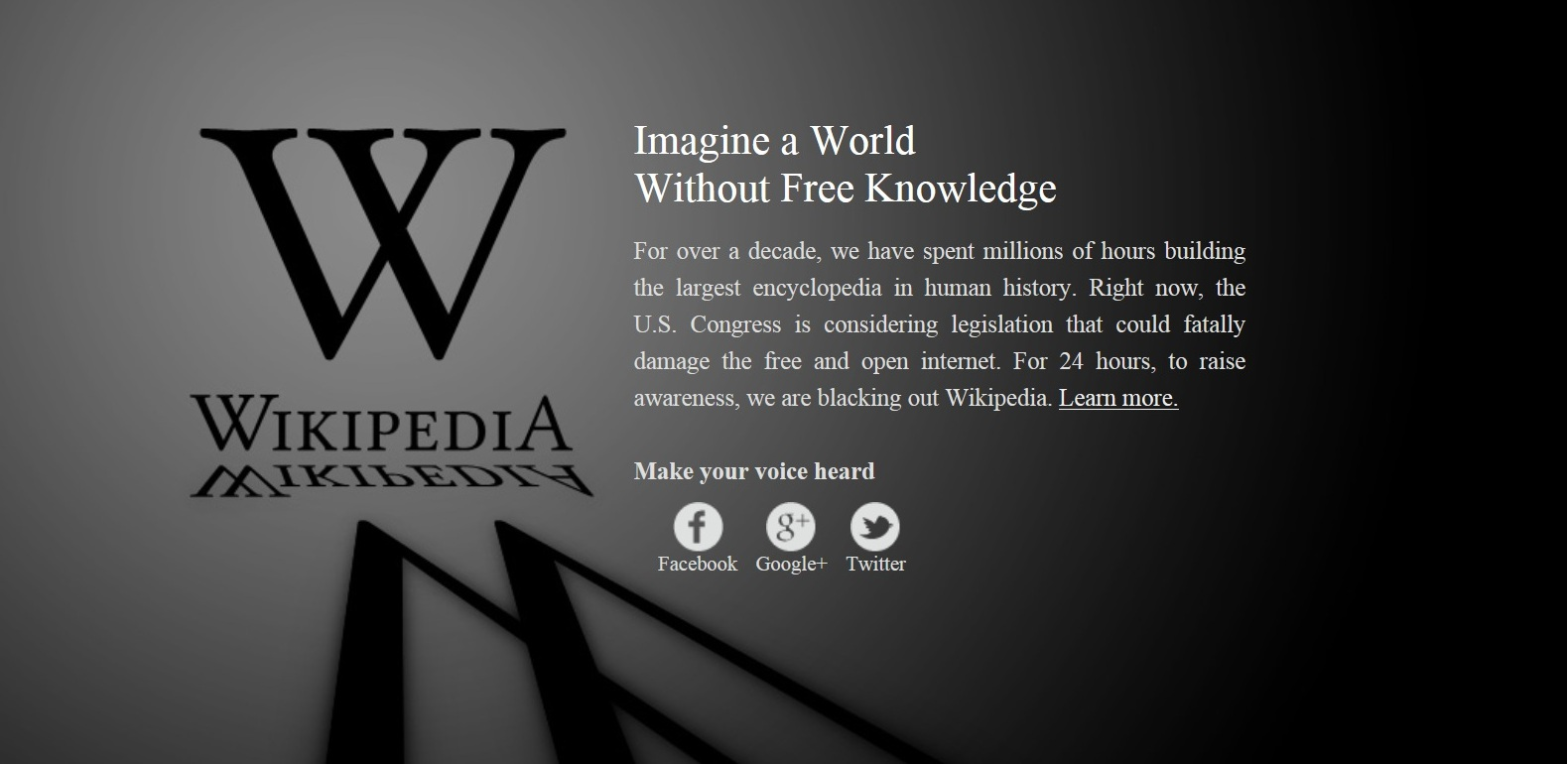
واجهة ويكيبيديا الإنكليزية كما ظهرت يوم 18 كانون الثاني 2012.

شهد يوم 18 كانون الثاني 2012 احتجاجات جماعية قامت بها عدة مؤسسات ومواقع إلكترونية على نص قانوني SOPA (قانون وقف القرصنة على الإنترنت) و-PIPA (قانون حماية الملكية الفكرية)، وذلك إما بحجب محتواها على الإنترنت أو تظليله بحيث يصبح صعب القراءة.
قامت النسخة الإنجليزية للويكيبيديا بحجب محتواها مؤقتا ليوم واحد واستبدلته بنص على صفحتها الرئيسية «تخيل عالم بدون معرفة... على مدى أكثر من عقد، أمضينا ملايين الساعات في جمع أكبر موسوعة في تاريخ البشرية... الآن يبحث الكونغرس الأمريكي تشريعاً من شأنه تدمير الإنترنت الحر والمفتوح... ولمدة 24 ساعة من أجل إثارة الوعي، نحجب محتوى الموقع».

## تعطيل ويكيبيديا الإنجليزية

### مجتمع ويكيبيديا
في 10 كانون الأول/ديسمبر 2011، لفت أحد مؤسسي ويكيبيديا جيمي ويلز الانتباه إلى مخاوف من قانون سوبا، حيث وصف هذا القانون بأنه «أسوأ بكثير» من قانون DDL intercettazioni (مشروع قانون التنصت) الذي كان قد ناقشه مجلس النواب في إيطاليا في وقت سابق. والذي كان يُحاول الكونغرس الأمريكي اتباع نهجه. وقد ذكر جيمي أنه كان يحضر اجتماعات رفيعة المستوى بهذا الشأن، وأراد معرفة ردة فعل مجتمع ويكيبيديا حول هذه القضية، وتحديدا في مسألة التعتيم التي نهجتها ويكيبيديا الإيطالية في تشرين الأول/أكتوبر 2011 عندما قام محرروها بتضليل كل محتواها باستثناء صفحة واحدة للاحتجاج على مشروع ذلك القانون _أي قانون التنصت_ وقد نجحوا في هذا فعلا بعدما تراجع المجلس عن ذلك.
في البداية كانت هناك مناقشات غير رسمية وكانت معظم الردود إيجابية، ثم تحول مجتمع ويكيبيديا لمشاورات رسمية حيث أعاد النظر في كل تلك المقترحات، وخرج بخلاصة مفادها أنه يتوجب على ويكيبيديا الاحتجاج من خلال تضليل محتواها (كما فعلت ويكيبيديا الإيطالية من قبل) وقد تناقش المجتمع حول ما إذا كان ينبغي تضليل محتوى ويكيبيديا الإنجليزية أو جميع النسخ الويكيبيدية، كما تناقشوا حول ما إذا كان ينبغي أن يكون المحتوى معطل تماما أو رفع عريضة احتجاج يُمكن الوصول لها عن بعد من خلال النقر على صفحة معينة. في النهاية، تقرر أن يتم تعتيم محتوى ويكيبيديا الإنجليزية فقط وذلك لمدة 24 ساعة كاملة، وفعلا هذا ما حصل حيث توقفت ويكيبيديا الإنجليزية عن للعمل لمدة يوم كامل وذلك بتاريخ 18 يناير حيث لم يكن بالإمكان قراءة محتواها أو تعديله. في الحقيقة لم يكن هناك تعطيل تام لويكيبيديا الإنجليزية، لأن بعض المستخدمين استطاعوا الوصول لها ولمحتواها من خلال تغيير الآي بي أو من خلال تعطيل جافا سكريبت والولوج لها. في غضون ساعات من تعتيم ويكيبيديا، قامت العديد من المواقع بنفس العملية كما تحدثت مواقع أخرى عما حصل في ويكيبيديا وأعلنت عن تضامنها اللامشروط معها.
تعتيم ويكيبيديا كان على النسخة الإنجليزية فقط؛ فيما بقيت باقي اللغات وباقي مشاريع ويكيميديا حرة وشغالة.
في 17 يناير 2012، نشر جيمي ويلز مجموعة من النتائج في مؤسسة ويكيميديا التي تستضيف موقع ويكيبيديا الإنجليزية، ثم دعا إلى «انتفاضة» ضد التشريعات المقترحة التي من شأنها أن تُهدد حرية التعبير، ثم أضاف أن عوامل مثل التمويل والتبرعات لم تكن جزء من مجتمع ويكيبيديا، بل هي وليدة الظروف مُشيرا إلى أن «هناك احتمال أت تبقى ويكيبيديا على المدى الطويل لأن ذلك يعتمد على وجودنا [يقصد مجتمع ويكيبيديا] المبدئي.»
المدير التنفيذي لويكيميديا _في تلك الفترة_ سو جاردنر نشر إعلانا على مدونة ويكيميديا يدعم فيه تعتيم ويكيبيديا، وقد تلقى أكثر من 7000 ردا خلال أول 24 ساعة من نشرها. تم تعتيم ويكيبيديا لمدة 24 ساعة ابتداء من الساعة 05:00 بالتوقيت العالمي المنسق (منتصف الليل بالتوقيت الشرقي) في 18 يناير.
ما يقرب من 90% من المحررين أيدوا هذا الفعل، بل أن هناك من اعتبر أن «قانون سوبا يُشكل تهديدا عالميا». لكن وفي المقابل كان هناك بعض المحررين الذين عارضوا ردة الفعل هذه، باعتبار ويكيبيديا موسوعة تدعم روح والحياد وترغب في المشاركة الفعالة في القضايا السياسية وليس الاحتجاج عنها (حوالي 4% من الأصوات)؛ في حين 0.3% فقط من المحررين اقترحوا إجراء دعم أكثر صرامة لحقوق المؤلف.

### مواقع أخرى
شارك أكثر من 115.000 موقع في الاحتجاج، بما في ذلك جوجل وويكيبيديا نفسها. أما المواقع التي شاركت في الاحتجاج من خلال تعتيم وتضليل محتواها فكانت كريجزليست، بوينغ بوينغ، كايك وريكس، سيانيد آند هابينيس، فري برس، جيد.هو، غوغ دوت كوم، غيمز رادار، أرشيف الإنترنت، ألعاب جاي، موجانج، موف أون.أو آر جي، موزيلا، ريديت، روبلوكس، تمبلر، تويتر، ويكيا، ووردبريس، إكس كيه سي دي وكذلك شركات موقع لينكس وأوبن سوزي ثم مواقع تابعة للكونغرس على غرار وادي السيليكون. وكانت جوجل قد أعلنت عن عزمها التصعيد في وتيرة الاحتجاجات من خلال تعتيم محتواها أيضا، لكنها لم تقم بذلك؛ في المقابل فقد غيرت الشعار الخاص بها للأسود تعبيرا عن رفضها لذلك القرار، ومن خلال نقر على ذلك الشعار كان يتم توجيه الزوار مباشرة لصفحة تصم عريضة إعلامية يجب التوقيع عليها قصد إرسالها إلى الكونغرس.